# A törpék is kicsin kezdték
A Törpék is kicsin kezdték (eredeti cím: Auch Zwerge haben klein angefangen) Werner Herzog német filmrendező 1970-ben bemutatott fekete-fehér filmje. A filmben, amelyet Lanzarote szigetén forgattak, kizárólag törpék szerepelnek.

## Cselekménye
A film egy rejtélyes, a világtól távol eső intézetben játszódik, amelyről nem tudni, milyen céllal működik. Az elöljáró távollétében a törpék fellázadnak. Féktelen tombolásba és mulatozásba kezdenek, például megölnek egy disznót, tányérokat, tojásokat törnek, ledöntenek egy pálmafát, felgyújtják a kerti dísznövényeket.

## Értelmezése
Herzog filmjében a prótagoraszi mindennek mértéke az ember bölcsességet relativizálja. Mivel a filmben csak törpék szerepelnek, nem lehet őket más emberekhez viszonyítani, így elvesztik különbözőségüket. Ugyanez vonatkozik a cselekedetekre is, hiszen nem látunk mást, mint a törpék ámokfutását, az intézet "normális" működését nem ismerjük meg. A mértéket így a törpék határozzák meg a néző előtt.
A filmben Werner Herzog művészetének számos eleme visszaköszön. Ezek közé tartozik például a kommunikációképtelenség. A törpék dúlása egyfajta figyelemfelhívásként értelmezhető. A legkisebb, Hombre ki is mondja: ha rendesen viselkednek, akkor senki nem figyel rájuk, de ha rosszak, akkor mindenki megjegyzi őket.
A filmben, csakúgy, mint Herzog más munkáiban, sok állat van: tyúkok, disznók, majom, teve. Mivel ezek gyakran nem saját világukban tűnnek fel, segítik a groteszk hatás megteremtését. A filmben különösen feltűnő ez a keresztre feszített majomnál, majd az alkotás végén feltűnő tevénél. Megjelenik a kör motívum is, amely Herzognál az élet folytonosságát, hiábavalóságát jelenti. A filmben egy vezető nélküli autó jár körbe-körbe az udvaron. Ilyen visszatérő elem a sors (a filmben az intézet rendje) elleni lázadás is.
A film egyik előzménye a rendezőre nagy hatást gyakorló Freaks, amelyet Tod Browning forgatott 1932-ben. Ebben a torzszülöttek megítélésének igazságtalanságát egy különös átalakulás bizonyítja. Szintén hatással volt Herzogra a The Terror of Tiny Town westernparódia, amelyben csak törpék szerepeltek. Herzog a két filmmel szemben nem törekszik a nézővel elfogadtatni a törpéket, hanem éppen ellenkezőleg, eltávolítja őket.